# Forminx

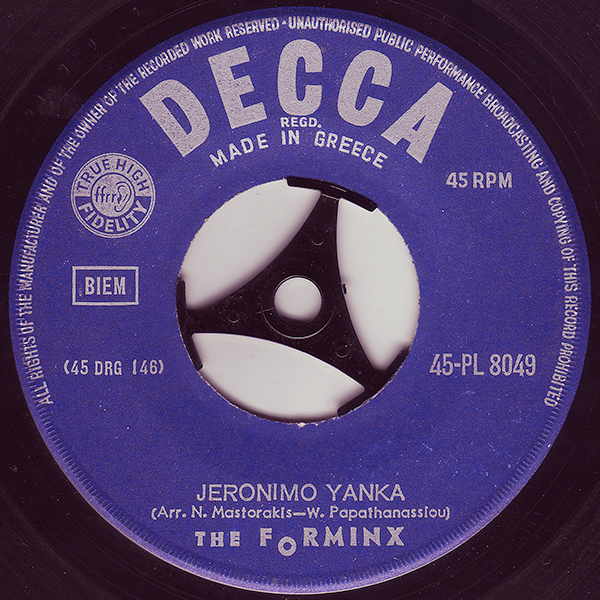
Decca 8049 – Jeronimo Yanka von The Forminx, 1964

The Forminx war eine griechische Beatband Mitte der 1960er Jahre.
Die Band spielte Beat-Pop, gesungen auf Englisch im Stile der frühen Beatles und der Shadows. Berühmtes Mitglied an der Hammondorgel war Vangelis Papathanassiou (von 1968 bis 1971 zusammen mit Demis Roussos erfolgreich mit der Band Aphrodite’s Child, danach als Solokünstler, Multi-Instrumentalist, Pionier der elektronischen Musik und Filmmusik-Komponist), der auch maßgeblich an den Kompositionen beteiligt war. Weitere Bandmitglieder waren Vasilis Bakopoulos an der Gitarre, Sotiris Arnis am Bass, Kostas Skodos am Schlagzeug und der Sänger Tassos Papastamatis.
Zunächst ohne ernste Ambitionen gegründet, wurden The Forminx jedoch schnell zu Griechenlands bekanntester Band, die Beatmusik in ihrem Land populär machte. Sie füllten Konzertsäle mit kreischenden Fans. Die griechischen Jugendlichen wollten ihre eigenen nationalen Beatidole und The Forminx entsprachen musikalisch und optisch exakt ihren Vorstellungen. Zwischen 1964 und 1966 veröffentlichte die Band eine Reihe von Singles wie Ah! Say Yeah oder Jenka Beat. Ihr größter Hit war Jeronimo Yanka, von dem über 100.000 Exemplare verkauft wurden.
1965 begann der griechische Filmemacher Theo Angelopoulos mit einer Dokumentation über The Forminx, das Filmprojekt wurde jedoch wegen Unstimmigkeiten mit dem Produktionsteam nie beendet.

## Diskografie

### Singles
- 1964: Ah! Say Yeah/Elephant Twist
- 1964: Jeronimo Yanka/Dream in My Heart
- 1964: Jenka Beat/A Hard Night's Day
- 1964: Jenka Beat/Geronimo Yanka (in Großbritannien)
- 1965: Say You Love Me/Somebody Sent Me Love
- 1965: School Is Over/Greek Holidays
- 1965: Il Peperone/A Precious White Rose
- 1965: Our Last September/And May Be More
- 1965: Mandjourana's Shake/Hello My Love, Salonika
- 1965: Love Without Love/Until the End

### EPs
- 1978: It's Christmas Time Again/White Christmas/Jingle Bells/The Sound of Music

### Alben
- 1975: The Forminx